# 棕榈海岸 (佛罗里达州)
棕榈海岸（英語：Palm Coast），是美国佛罗里达州弗萊格勒縣下属的一座城市。建立于1999年。面积约为133.9平方公里（约合51.7平方英里）。根据2010年美国人口普查，该市有人口75,180人。论人口在本州排行第30。